# Teresa Sanna
Teresa Sanna   () és una cantant algueresa filla de pare sard, d'Othieri, i mare algueresa.
Als 8 anys Sanna va començar a tocar el piano i a cantar al cor de veus blanques de la seva ciutat. Més endavant, va prendre classes de cant individual, i va començar a participar en els concerts de l'Institut Musical Giuseppe Verdi d'Alguer, i en altres concursos de cant i esdeveniments de la ciutat. Les primeres cançons que va escriure van ser en anglès i italià. El 2020 es va traslladar a Milà per assistir al CPM Music Institute, on es graduar el 9 d'octubre del 2024. El mateix any va resultar guanyadora de la tercera edició del concurs CantAlguer organitzat per la Plataforma per la Llengua, on hi va presentar la cançó inèdita «Marina» i també va interpretar «Lo nassaiolo», de Pasqual Gal·lo. El premi és l'edició d'un EP de sis cançons en català a l'estudi The Chicken Coop de l'Alguer.